# Slametan

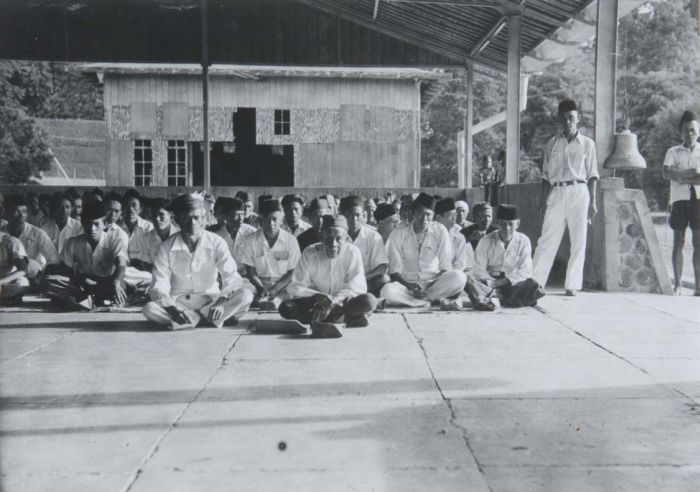
Slametan ter ere van de onafhankelijkheid van Indonesië, 1933-1955, Wereldmuseum Amsterdam

De Slametan (ook wel selametan, slamatan, selamatan of kenduren) is een van de belangrijkste Javaanse kejawenrituelen. Hij bestaat uit een religieus feestmaal waarvoor alle mensen in de buurt worden uitgenodigd.
Slamatan is een gemeenschappelijk ceremonieel rituele feestmaaltijd volgens Javaanse gewoonten/geloof. De mens is volgens de Javaan omringd door geesten, goden, verschijningen en bovennatuurlijke krachten (stille kracht), die hem, tenzij hij de juiste voorzorgen neemt (bijv. slamatan), ongeluk kunnen brengen.
De genuttigde spijzen (makan-makan of bancaan) bij de slamatan zijn bedoeld als offergave aan die geesten.
Een slamatan wordt in Nederland binnen de Indische gemeenschap bij diverse gelegenheden gebruikt en wordt gedeeld met vrienden en familie. Dat kan zijn als “zegening” als voor een nieuwe woning, een nieuwe baan, een verloving of huwelijk, een geboorte, maar ook bij het overlijden van een dierbare (om het heengaan van diegene ‘makkelijker’ te maken en te eren).

## Handeling
De meeste slametans worden 's avonds gegeven, na het laatste gebed. De gastheer nodigt de gasten vijf à tien minuten voor het begin van het ritueel uit. (Zij zijn meestal al gewaarschuwd dat een slametan zal plaatsvinden.) In principe worden alle buren binnen een bepaalde afstand uitgenodigd, onafhankelijk van de relatie die de gastheer met hen heeft. Dit kan echter variëren. Bij een overlijdensslametan kan bijvoorbeeld iedereen komen.
De specifieke handelingen tijdens een slametan, zoals het voedsel en de houding van de aanwezigen, kunnen variëren afhankelijk van de aanleiding (zie onder). Zo is bijvoorbeeld de stemming vrolijker tijdens een slametan naar aanleiding van een huwelijk dan tijdens een naar aanleiding van een begrafenis.
Vast punten zijn echter wierook, een recitatie uit de koran en een toespraak van de gastheer. Ook het zetten van sadjen, offers aan voorouders, geesten of goden hoort er bij. Vaak is er een nachtenlange wayangvoorstelling aan verbonden.
De slametans in Suriname (zie Javaanse Surinamers) verschillen licht van die op Java. Op Java wordt het aan de geesten geofferde eten bijvoorbeeld ook door de gasten gegeten; men gelooft dat de geesten eten van het aroma. In Suriname gebeurt dit niet. Men wil dat de geest langere tijd van het aroma kunnen genieten. Het geofferde eten blijft een nacht staan en wordt dan de volgende ochtend weggegooid.

## Symboliek
Volgens Clifford Geertz is de slametan het centrum van het Javaanse religieuze systeem. De symboliek zit in "de onzichtbare vorming van de mystieke en sociale uniciteit van de gemeenschap", waarbij de "gemeenschap" niet enkel de uitgenodigden zijn; ook lokale geesten, overleden voorouders en oude goden worden erbij geteld.

## Aanleidingen
Slametan wordt gevierd voor;
- een geboorte, besnijdenis, huwelijk, overlijden
- islamitische feestdagen
- de bersih désa, het schoonmaken van het dorp
- gebeurtenissen als een naamsverandering, nachtmerrie of verhuizing

Rond geboortes zijn vier belangrijke slametans en enkele minder belangrijke;
- Tingkeban, rond zeven maanden zwangerschap (alleen voor het eerste kind, het wordt gehouden voor de moeder of de vader)
- Babaran of brokokan, tijdens de geboorte
- Pasaran, vijf dagen na de geboorte, ook de naamgeving van het kind vindt plaats
- Pitonan, zeven maanden na de geboorte (een maand duurt 35 dagen op de Javaanse kalender)

De slametan voor de besnijdenis vindt plaats voor jongens tussen de 10 en 14 jaar. Dit wordt islamam or sunatan genoemd. Het ritueel is vergelijkbaar met de slametan voor het huwelijk, de kepanggihan.
De ayatan is de slametan voor een overlijden, deze slametan vindt plaats op de dag van het overlijden zelf. Deze slametan wordt, steeds uitgebreider (in aantal gasten en langduriger gechant), herhaald op de derde, zevende, veertigste en honderdste dag na het overlijden.
De slametans die samenhangen met de kalender zijn Muludan op 12 Rabi' al-awwal en aan het eind van de Ramadan (Maleman). De bersih désa wordt altijd gevierd in de maand Dhu al-Qi'dah (de elfde maand), de exacte datum verschilt per dorp.
De bersih désa wordt gehouden op de begraafplaats van de dhanyang désa (geest van het dorp), dit kan bijvoorbeeld een moskee zijn. Alle families uit het dorp moeten voor deze slametan voedsel offeren, het hoofd van het gezin is verplicht bij de slametan aanwezig te zijn.
Ook voor kleinere gebeurtenissen worden slametans gehouden, zoals voor een verhuizing, een nachtmerrie en voor het maken van een reis. Er worden ook slametans gehouden om regen op te roepen (of juist droogte), genezingen te veroorzaken of andere magische krachten op te roepen (zie ook tovenarij).